# Paracles fosterana
Paracles fosterana är en fjärilsart som beskrevs av Watson 1984. Paracles fosterana ingår i släktet Paracles och familjen björnspinnare. Inga underarter finns listade i Catalogue of Life.

## Bildgalleri

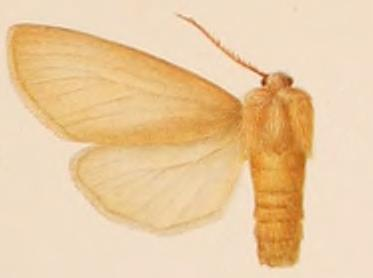